# Bunuri mobile din domeniul știință și tehnică clasate în patrimoniul cultural național al României aflate în Anglia
Acestă listă conține bunurile mobile din domeniul știință și tehnică clasate în Patrimoniul cultural național al României aflate la momentul clasării în Anglia.

## Fond
| Foto | Informații generale | Detalii tehnice                 | Descriere | Deținător                    | Legături |
| ---- | ------------------- | ------------------------------- | --------- | ---------------------------- | -------- |
|      | Libertatea          | Descoperit: jud. Galați, Galați |           | Colecții particulare, Anglia | Cimec    |